# فيليكس كلاين
كريستيان فيليكس كلاين (بالألمانية: Felix Christian Klein) هو عالم رياضيات ألماني ولد في الخامس والعشرين من أبريل عام 1849 وتوفي في الثاني والعشرين من يونيو عام 1925. اشتهر بعمله في نظرية الزمر ونظرية الدوال والهندسة اللاإقليدية وفي الارتباط بين الهندسة ونظرية الزمر. عمله المعروف باسم برنامج ارلنغن والذي نشره عام 1872، والذي مكن من ترتيب مختلف الهندسات حسب زمر التماثل المرتبطة بها، هو عمل مهم للغاية له تأثير كبير على الرياضيات في العصر الحالي.

## حياته
ولد كلاين في مدينة دوسلدورف، من أبوين بروسيين. كان والده، كاسبار كلاين، وزيرا مسؤول الحكومة البروسية المرابطة في مقاطعة الراين. وكانت والدة كلاين صوفي إليس كلاين. حضرت صالة رياضية في مدينة دوسلدورف، ثم درست الرياضيات والفيزياء في جامعة بون، 1865-1866، تنوي أن تصبح عالمة فيزياء.
توفي في غوتنغن في 1925.

## عمله
مقالة كلاين حول هندسة المستقيم وتطبيقاتها على ميكانيكا...
في ذلك الوقت، يوليوس ناتف عقد كرسي بون الرياضيات والفيزياء التجريبية، ولكن بحلول الوقت الذي أصبح كلاين مساعدًا له، في عام 1866، كان الاهتمام ناتف في الهندسة. تلقى كلاين الدكتوراه، تحت إشراف ناتف، من جامعة بون في عام 1868.
توفي ناتف في عام 1868، وترك كتابه على أسس هندسة خط غير مكتملة. وكان كلاين الشخص واضحة لاستكمال الجزء الثاني من ناتف في نويه انجلوس géométrie قصر Raumes ، وبالتالي أصبح على بينة ألفريد Clebsch ، الذي كان قد انتقل إلى غوتنغن في 1868. زار كلاين Clebsch السنة التالية، جنبًا إلى جنب مع زيارات إلى برلين وباريس. في تموز 1870، واندلاع الحرب الفرنسية البروسية، كان في باريس واضطر إلى مغادرة البلاد. لفترة قصيرة، وقال أنه كان بمثابة منظم الطبية في الجيش البروسي قبل تعيينه محاضرا في غوتنغن في أوائل 1871.
الاحتفالات عين أستاذا كلاين في عام 1872، عندما كان فقط 23. وفي هذا الصدد، وأيد بشدة عليه Clebsch، الذين اعتبروا له المرجح أن تصبح الرائدة الرياضيات في عصره. لم يكن كلاين بناء مدرسة في الاحتفالات حيث كان هناك عدد قليل من الطلاب، وحتى أنه كان من دواعي سروري أن يعرض على كرسي في ميونيخ 'ق hochschule التقني في عام 1875. هناك هو والكسندر فون بريل يدرس دورات متقدمة للعديد من الطلبة المتفوقين، بما في ذلك، أدولف هورويتز، فالتر فون دايك، كارل ليد الشعيبي، كارل رونج، ماكس بلانك، لويجي بيانكي، وغريغوريو ريتشي-Curbastro .
في عام 1875 تزوج آن كلاين هيغل، وحفيدة الفيلسوف جورج فيلهلم فريدريش هيغل.
بعد خمس سنوات في hochschule التقني، تم تعيين كلاين إلى كرسي من هندسة في لايبزيغ. وشملت هناك زملائه فالتر فون دايك، ليد الشعيبي، ادوارد دراسة وفريدريش إنجل. سنوات كلاين في لايبزيغ، 1880-1886، غيرت حياته جذريا.
في عام 1882، انهارت صحته؛ في 1883-1884، كان يعاني الاكتئاب عليه. ومع ذلك استمرت أبحاثه؛ عمله الأساسي حول وظائف سيغما hyperelliptic التواريخ من جميع أنحاء هذه الفترة، التي نشرت في عام 1886 و1888.
قبل كلاين كرسي في جامعة غوتنغن في عام 1886. من ذلك الحين وحتى 1913 ه التقاعد، وقال أنه سعى إلى إعادة تأسيس غوتنغن والرائدة في مجال الرياضيات مركز البحوث في العالم. ولكنه لم يتمكن قط من نقل من لايبزغ إلى غوتنغن دوره الخاص كقائد لمدرسة الهندسة . في غوتنغن، وقال انه يدرس مجموعة متنوعة من الدورات، وذلك أساسا على واجهة بين الرياضيات والفيزياء، مثل الميكانيكا والنظرية المحتملة .
مركز البحوث أنشأت كلاين في غوتنغن بمثابة نموذج للحصول على أفضل هذه المراكز في جميع أنحاء العالم. قدم الاجتماعات مناقشة الأسبوعية، وخلق قاعة للمطالعة ومكتبة الرياضية. في عام 1895، استأجرت كلاين ديفيد هيلبرت بعيدا عن كنيغسبرغ ؛ أثبت هذا التعيين المصيرية، لأن هيلبرت واصل المجد غوتنغن حتى تقاعده الخاصة في عام 1932.
تحت إدارة كلاين، صارت حوليات الرياضيات واحدة من أفضل المجلات الرياضيات في العالم. أسسها ألفريد كليبش.
إلا في ظل إدارة كلاين فعل ذلك المنافس الأول ثم تجاوز crelle اليومية على أساس من جامعة برلين. تعيين كلاين يصل فريق صغير من المحررين الذين اجتمعوا بانتظام، واتخاذ القرارات الديمقراطية. مجلة متخصصة في تحليل مركب، الهندسة الجبرية، ونظرية ثابتة (على الأقل حتى هيلبرت قتل هذا الموضوع). وقدمت أيضا متنفسا هاما ل تحليل حقيقي والجديد مجموعة من الناحية النظرية .
بدأ غوتنغن قبول النساء عام 1893. يرجع الفضل في ذلك جزئيا إلى جهود كلاين حيث أشرف على أول أطروحة درجة دكتوراه مكتوبة في الرياضيات في غوتنغن من طرف امرأة؛ كانت غريس تشيشولم يونغ، وهي طالبة إنجليزية من طلاب آرثر كيلي الذي كان كلاين معجبا به.
حوالي عام 1900، بدأ كلاين الاهتمام بتعليم الرياضيات في المدارس. في عام 1905، لعب دورا حاسما في صياغة خطة يوصي بأن الهندسة التحليلية وأساسيات التفاضل والتكامل ومفهوم الدالة ينبغي أن تدرس في المدارس الثانوية.
نفذت هذه التوصية تدريجيا في العديد من البلدان. في عام 1908، انتخب كلاين رئيس اللجنة الدولية لتعليم الرياضيات خلال المؤتمر الدولي للرياضيات الذي انعقد في روما.
تحت قيادته، نشر الفرع الألماني للجنة العديد من المنشورات المتطرقة إلى تدريس الرياضيات على جميع المستويات في ألمانيا.
منحت الجمعية الرياضياتية في لندن كلاين ميدالية دي مورغان في عام 1893. وانتخب عضوًا في الجمعية الملكية في عام 1885، وحصل على ميدالية كوبلي عام 1912. تقاعد في العام التالي بسبب اعتلال الصحة، لكنها استمرت في تدريس الرياضيات في منزله لعدة سنوات.
حمل كلاين عنوان Geheimrat.

## وصلات خارجية
- فيليكس كلاين على موقع الموسوعة البريطانية (الإنجليزية)